# Franciszkanki Rycerstwa Niepokalanej
Zgromadzenie Sióstr Franciszkanek Rycerstwa Niepokalanej (Sorores Franciscanae Militiae Immaculatae), SFMI – żeńskie zgromadzenie zakonne założone  8 grudnia 1949 w Japonii  z inicjatywy  franciszkanina konwentualnego o. Mieczysława Marii Mirochny, następcy św. o. Maksymiliana Marii Kolbego w "japońskim Niepokalanowie" w Nagasaki. Duchowym ojcem zgromadzenia jest św. Maksymilian Kolbe. Zgromadzenie zostało zatwierdzenie na prawach papieskich 15 grudnia 1950.
Ideą przewodnią Zgromadzenia według pragnień i zamierzeń św. Maksymiliana Marii Kolbego jest troska o nawrócenie i uświęcenie dusz przez Niepokalaną. Charyzmatem Zgromadzenia jest całkowite i bezwarunkowe oddanie się Niepokalanej jako rzecz, własność i narzędzie.
Siostry żyją we wspólnocie, której wewnętrznym hasłem jest zawołanie: "przez Maryję". Rozpoczynając każdy dzień, siostry ponawiają wspólnie akt oddania się Niepokalanej, by potem w ciągu całego dnia żyć i pracować jako Jej własność oraz naśladować Ją, zwłaszcza w miłowaniu i oddaniu się Jezusowi. Ta osobista więź z Niepokalaną, jednoczenie się z Nią dzień po dniu, coraz głębiej i coraz doskonalej stanowi istotę rozwoju każdego powołania oraz całej wspólnoty.
17 września 1988 nastąpiło erygowanie pierwszego klasztoru zgromadzenia na terenie  Polski, w Strachocinie.
Siostry Franciszkanki Rycerstwa Niepokalanej mają 11 klasztorów i 100 sióstr w Japonii, 5 klasztorów w Polsce, w których jest 40 sióstr, klasztor w Korei Południowej oraz kandydatki do zakonu w Wietnamie.
Dom generalny (Klasztor Franciszkanek w Konagai) (Japonia).
Matka generalna – s. Luca Maria Ritsuko Oka
Placówki w Polsce: Strachocina, Niepokalanów, Kosina, Przemyśl, Zielona Góra.